# Joe Harris (cineasta)
Joe Harris fez sua grande estreia na telona em 2003 com seu roteiro para o lançamento da Sony Pictures, Darkness Falls. 

## Biografia
O filme, concebido e co-escrito por Joe, foi baseado em Tooth Fairy, seu curta-metragem que apresentou uma horrível deturpação no mito da hora de dormir das crianças. Ele escreveu o filme de gênero slasher The Tripper. Harris escreveu para os quadrinhos de X-Men e Spider-Man e a Wizard Magazine o descreveu como escritor de "grandes angústias adolescentes.”
Projetos recentes incluem a série de novelas gráficas The Nightmare Factory, além  do one-shot Scarecrow para o Coringa. Ele também está fazendo o one shote Manbat para a The Battle For The Cowl, do Batman.